# Il fascino discreto della borghesia
Il fascino discreto della borghesia (Le charme discret de la bourgeoisie) è un film surrealista del 1972 diretto da Luis Buñuel.
Alla sua trentesima pellicola, il regista spagnolo realizza una commedia che da molti viene considerata il film più "tipico" della sua produzione, poiché raccoglie molti dei tratti caratterizzanti il suo cinema. Buñuel propone una arguta e sardonica critica al mondo borghese, accompagnata da sequenze oniriche e surreali.

## Trama
Una coppia della borghesia parigina, François e Simone Thevenot, accompagna un collega del signor Thevenot, Rafaël Acosta, e la sorella della signora Thevenot, Florence - che si dà facilmente al bere- a casa dei Sénéchal, come ospiti di una cena. Una volta arrivati, Alice Sénéchal è sorpresa nel vederli, e spiega che li aspettava la sera successiva e che non ha preparato la cena. Gli aspiranti ospiti, quindi, invitano la signora Sénéchal a unirsi a loro per la cena in una locanda vicina.
Arrivando alla locanda, la trovano chiusa a chiave per cui bussano e vengono invitati a entrare, nonostante l'apparente riluttanza della cameriera e una menzione di "nuova gestione". Trovano il ristorante stranamente vuoto di commensali, nonostante i prezzi modici. Improvvisamente sentono dei pianti provenire da una stanza adiacente; incuriositi, vi si avvicinano ed apprendono che il direttore è morto poche ore prima e che i suoi ex impiegati stanno vegliando sul suo cadavere. La festa, quindi, termina in fretta.
La scena si sposta in un altro giorno all'ambasciata di Miranda, un'immaginaria repubblica delle banane, dove l'ambasciatore Acosta incontra Thévenot e Henri Sénéchal per discutere i proventi di un grosso accordo sulla cocaina. Durante l'incontro Acosta vede una giovane donna che vende giocattoli a molla sul marciapiede fuori dall'ambasciata; dopo aver sparato a uno dei giocattoli e aver così messo in fuga la donna, spiega che ella fa parte di un gruppo terroristico che lo segue da tempo.
Due giorni dopo, gli amici borghesi tentano di pranzare da Sénéchal, ma lui e sua moglie scappano in giardino per fare sesso invece di unirsi a loro. Gli amici lo prendono come un segno che i Sénéchal sono consapevoli che la polizia stia arrivando e che se ne sono andati per evitare l'arresto, temendo la scoperta del coinvolgimento degli uomini nel traffico di cocaina. La festa si interrompe nel panico e gli ospiti se ne vanno. Arriva quindi un vescovo che, dopo essere stato ricevuto in casa dalla cameriera Inès, esce, si reca nei locali del cortile della casa e si cambia indossando l'abito del giardiniere trovato in una stalla.
I Sénéchal tornano in casa: i loro amici sono già andati, ma rientra in casa il vescovo, che li saluta. Essi lo scambiano per un vagabondo e lo fanno uscire. Quando il vescovo ritorna indossando le vesti ecclesiastiche, lo trattano con deferenza, mettendo in mostra snobismo e ipocrisia. Il vescovo chiede di lavorare per loro come giardiniere, seguendo il modello dei preti operai: racconta loro della sua infanzia, di come i suoi genitori furono uccisi da avvelenamento da arsenico e il colpevole non fu mai arrestato. Più tardi va in casa di un moribondo che gli rivelerà di essere l'assassino dei suoi genitori; dopo averlo benedetto, il vescovo gli sparerà con un fucile, uccidendolo e chiudendo così il cerchio dell'ipocrisia.
Le donne si incontrano in un bistrot che, dopo vari tentativi di ordinazione, rivelerà aver finito tutte le bevande tranne l'acqua. Mentre aspettano, un soldato si presenta e racconta loro della sua infanzia e di come, dopo la morte di sua madre, il severo padre si fosse preso cura della sua istruzione. La madre del soldato - come fantasma - lo informò che l'uomo non era il suo vero padre, ma l'assassino di suo padre: i due uomini avevano duellato per la donna. A seguito della richiesta della madre fantasma, il soldato avvelenò il patrigno.
Ne seguono vari altri pasti interrotti; le interruzioni includono l'arrivo di un gruppo di ufficiali dell'esercito francese che si uniscono alla cena o la rivelazione che la sala da pranzo di un colonnello francese è un palcoscenico ambientato in uno spettacolo teatrale, durante una sequenza da sogno. I fantasmi compaiono frequentemente in quelle che sembrano sconcertanti sequenze di sogni. L'immagine ricorrente nel film, quella dei sei protagonisti che camminano silenziosamente e intenzionalmente su una lunga strada di campagna isolata verso una destinazione misteriosa, è presente anche nella sequenza finale.

## Accoglienza

### Critica
Ugo Casiraghi su l'Unità descrive la borghesia come appare nel film «[...] incapace di pensiero, nemmeno sfiorata dal dubbio, improduttiva e parassitaria, assisa sulle proprie voglie animalesche e banali come su un trono di cartapesta, con tutti i suoi pilastri protettivi (il clero, l'esercito, la polizia), conserva ormai se stessa più sulla base dell'inazione che dell'azione. Il suo potere è indissolubilmente legato alla sua impotenza».
Georges Sadoul scrive come Buñuel prenda di mira «le componenti della assurdità ripetitiva della "civiltà" dei borghesi. (...) Ci presenta infatti un gruppo di eccentrici borghesi che, presi dai loro sogni, dalle loro frenesie e dai loro incubi, non riescono a portare a termine un tipico rituale: quello del pranzo».
Goffredo Fofi in Ombre Rosse, recensendo questo film in dialoghi e gesti da Teatro di boulevard, scrive anche che la storia «è organizzata per scatole di reale e di sogno che s'intrecciano come nel Manoscritto di Saragozza così caro al regista» 

## Riconoscimenti
- 1973 - Premio Oscar
  - Miglior film straniero (Francia)
  - Candidatura per la Migliore sceneggiatura originale a Luis Buñuel e Jean-Claude Carrière
- 1973 - Golden Globe
  - Candidatura per il Miglior film straniero (Francia)
- 1974 - British Academy Film Award
  - Miglior attrice protagonista a Stéphane Audran
  - Migliore sceneggiatura a Luis Buñuel e Jean-Claude Carrière
  - Candidatura per il Miglior film
  - Candidatura per la Migliore regia a Luis Buñuel
  - Candidatura per la Miglior colonna sonora a Guy Villette e Luis Buñuel

## Citazioni e omaggi
- Le tematiche della pellicola vengono riprese ne L'attento massacro della borghesia, film fittizio più volte citato nella serie televisiva Mr. Robot; attorno al film ruotano, in particolare, le vicende del quarto episodio della seconda stagione.